# أورسولا هان
أورسولا هان (بالألمانية: Ulla Hahn) (و. 1945  م) هي مؤلفة، وكاتِبة ألمانية، هي عضوةٌ الحزب الشيوعي الألماني.

## جوائز
حصلت على جوائز منها:
- وسام الاستحقاق في ولاية شمال الراين وستفاليا
- الجائزة الأدبية لإيدا ديميل [الإنجليزية]‏ (2010)
- جائزة ليونس ولينا [الإنجليزية]‏ (1981)

## وصلات خارجية
- أورسولا هان على موقع IMDb (الإنجليزية)
- أورسولا هان على موقع مونزينجر (الألمانية)
- أورسولا هان على موقع ميوزك برينز (الإنجليزية)
- أورسولا هان على موقع ديسكوغز (الإنجليزية)
- أورسولا هان على موقع كينوبويسك (الروسية)

- أورسولا هان في قاعدة بيانات الأفلام على الإنترنت